# プリマハム
プリマハム株式会社は、日本の食品メーカー。日本の食肉加工品メーカーのひとつ。東京都品川区東品川に本社を置く。ハムやソーセージを主力商品とし、日本ハム、伊藤ハム米久ホールディングス、丸大食品と共に大手4社の一角を成す。業界3位。
伊藤忠商事系列に属する。以前は米国オスカー・マイヤー社の傘下に入っていた。

## 沿革
- 1931年9月1日[1] - 創業者の竹岸政則が石川県金沢市にて竹岸ハム商会を創立。
- 1940年 - 富山県高岡市に食肉加工場を建設し、本店を置く。
- 1948年7月9日[1] - 富山県高岡市に竹岸畜産工業株式会社を設立し、工場および販売拠点を東京都・大阪府・北海道などに拡大。
- 1959年 - 本店を東京都千代田区大手町に移転。
- 1961年 - 東証2部・大証2部（現在は現物株市場閉鎖）に上場。翌年には1部上場を果たした（現在はプライム市場）。
- 1965年 - 社名をプリマハム株式会社に改める。
- 1968年 - 本店を東京都千代田区霞が関に移転。
- 1996年1月1日 - 本店を東京都品川区東大井に移転。
- 2006年10月1日 - 本社を東京都品川区東品川に移転。本店所在地・事業者専用郵便番号は変わらず。

### 不祥事
- 1967年 - コレラワクチン製造所からの払下げ豚肉（病菌豚）を原材料に使用及び食用肉として販売していた事実が発覚し、血清豚事件として社会問題になった[要出典]。
- 2003年 - 大手食品流通会社イオンに卸していた加工食品の原材料に虚偽記載があったとしてイオンから刑事告発され、食品衛生法違反で立件された[要出典]。

## 歴代社長
1. 竹岸政則 - 創業者。竹岸食肉専門学校初代校長
2. 安達豊治 - 伊藤忠商事元専務
3. 小菅宇三治 - 伊藤忠商事社長小菅宇一郎の長男。同社元常務
4. 小杉裕二 - 伊藤忠商事
5. 立石信二 - 伊藤忠商事元専務
6. 坂井光男 - 伊藤忠商事元常務
7. 貴納順二
8. 松井鉄也 - 伊藤忠商事元役員
9. 千葉尚登 - 伊藤忠商事元役員

## 主な商品
- 香薫あらびきポークウインナー
- スマイルUP！（ロースハム・ベーコン）
- サラダにちょうどいいね。
- 北海道十勝カルパス
- 十勝グルメの便りロース生ハム
- ハンバーグ
- 焼豚
- タコさんウインナー
- ディズニーノビッコウインナー
- ディズニーチキンナゲット
- ディズニーハンバーグ
- スパイシースティック
- ミートボール
- から揚げ
- ロールキャベツ
- 春巻
- 餃子
- やきとり
- 鍋三昧シリーズ[注釈 2]
  - 鍋物用生つくね
  - 鍋物用比内地鶏スープ(寄せ鍋用・きりたんぽ鍋用など)
- Johnsonville ソーセージ
- ドラえもんのキャラクター食品（ソーセージ[注釈 3]・ウインナー） - 2023年から展開。

### 終売
- プリチャンソーセージ - 1966年発売[3][4]。子供向けソーセージ。ハム・ソーセージの分野では異例の大ヒット商品になった[4]。
- スナッキー - 1968年発売[5]。若者向けフランクフルトソーセージ。パッケージがアルミ包装されたパックなのが特徴であった。「スナッキー」の商品名はスナックをもじったもの。商品名と曲名の「スナッキー」繋がりで日本コロムビアからリリースされた新譜「スナッキーで踊ろう」とのタイアップが行われ、同曲を歌唱する海道はじめ（坂越達明）とスナッキー・ガールズ（小山ルミ、羽太幸得子、吉沢京子）が「スナッキー」の宣伝に起用されたほか、プリマハムは商品宣伝とは別にレコード宣伝にも協力した。また販路拡大のため、スナックの系列化への取り組みとして「スナッキー・チェーン」が、消費者の会員組織化への取り組みとして「スナッキー・メート」が発足した[6]。
- スーパー戦隊シリーズ[注釈 4]のキャラクター食品（ソーセージ・ウインナー） - 2002年に解散した雪印食品からキャラクター商品に関しての事業を引き継ぐ。発売されていたキャラクター商品は以下のようになる。
  - 忍風戦隊ハリケンジャー
  - 爆竜戦隊アバレンジャー
  - 特捜戦隊デカレンジャー
  - 魔法戦隊マジレンジャー
  - 轟轟戦隊ボウケンジャー
  - 獣拳戦隊ゲキレンジャー
  - 炎神戦隊ゴーオンジャー
  - 侍戦隊シンケンジャー
  - 天装戦隊ゴセイジャー
  - 海賊戦隊ゴーカイジャー
  - 特命戦隊ゴーバスターズ
  - 獣電戦隊キョウリュウジャー
  - 烈車戦隊トッキュウジャー
  - 手裏剣戦隊ニンニンジャー
  - 動物戦隊ジュウオウジャー
  - 宇宙戦隊キュウレンジャー
  - 快盗戦隊ルパンレンジャーVS警察戦隊パトレンジャー
  - 騎士竜戦隊リュウソウジャー
  - 魔進戦隊キラメイジャー
  - 機界戦隊ゼンカイジャー
  - 暴太郎戦隊ドンブラザーズ
  - 王様戦隊キングオージャー[注釈 5]

## 事業所
データおよび分類は、公式サイトの企業情報ページからの参考。

### 支社・支店
- 東日本支社
  - 東北支店（宮城県）
  - 関東支店（東京都）
- 西日本支社
  - 中部支店（愛知県）
  - 関西支店（大阪府）
  - 中四国支店（広島県）
  - 九州支店（福岡県）

### 工場
- 北海道工場（北海道上川郡清水町）
- 茨城工場（茨城県土浦市）
- 三重工場（三重県伊賀市）
- 鹿児島工場（鹿児島県いちき串木野市）

### 物流センター
- 関東物流センター（茨城県）
- 三重物流センター（三重県）
- 福岡物流センター（福岡県）

### 研究機関
- 基礎研究所（茨城県）
- 生産技術開発部（茨城県）

## 関連会社
データおよび分類は、公式サイトの企業情報ページからの参考。

### 食肉事業
- かみふらの工房（北海道）
- かみふらの牧場（北海道）
- ユキザワ（秋田県）
- 太平洋ブリーディング（福島県）
- プリマロジスティックス（東京都）
- 関東プリマミート（神奈川県）
- 関西プリマミート（大阪府）
- ジャパンミート（宮崎県）
- 西日本ベストパッカー（鹿児島県）
- 肉質研究牧場（鹿児島県）

### 加工食品事業（生産）
- 秋田プリマ食品（秋田県）
- プリマ環境サービス（茨城県）
- プライムフーズ（群馬県）
- プリマ食品（埼玉県）
- プライムデリカ（神奈川県）
- プライムベーカリー（静岡県）
- 四国フーズ（香川県）
- プリマルーケ（長崎県）

### 加工食品事業（販売）
- 北海道プリマハム（北海道）
- 東栄フーズ（東京都）
- 北陸プリマハム（富山県）
- プリマハムミートファクトリー（大阪府）
- エッセンハウス（福岡県）

### その他事業
- つくば食品評価センター（茨城県）
- プライムテック（茨城県）
- プリマシステム開発（東京都）
- プリマ・マネジメント・サービス（東京都）
- Global Meat Investment Partners（東京都）

### 海外
- 康普（蘇州）食品有限公司（中国）
- PRIMAHAM (THAILAND) Co.,Ltd.（タイ）
- PRIMAHAM FOODS (THAILAND) Co.,Ltd.（タイ）
- Swine Genetics International, Ltd.（アメリカ）

## 広告宣伝

### 提供番組
- クレージーキャッツショー（フジテレビ） - 一社提供。
- 7時半だよクレージー（フジテレビ） - 一社提供。
- めざまし8（フジテレビ）- 複数社提供。2021年4月から2023年9月まで。
- ホンマでっか!?TV（フジテレビ）- 複数社提供。2024年10月より。
- どんなもんだショー（毎日放送） - 前期に一社提供。
- 八木治郎ショー（毎日放送）
- 新・オバケのQ太郎（日本テレビ）
- スーパー戦隊シリーズ（テレビ朝日） - 例年4月、6月、9月で提供日数は最大12日〜13日の範囲内で提供。
- ドラえもん（テレビ朝日系）
- 八木治郎ショー・いい朝8時（毎日放送）
- アッコにおまかせ!（TBS）
- 第17回全国高等学校クイズ選手権（日本テレビ）
- 情報ライブ ミヤネ屋（読売テレビ・日本テレビ系） - 2020年4月より金曜日に提供。

### CM出演者
現在
- バナナマン（香薫：2023年8月 - [8]、スマイルUP!：2023年9月 - ）

過去
- 大竹まこと（スーパーフライドチキン：1990年 - 1992年）
- 萬田久子（黒豚ウインナー：1995年 - 1998年）
- 土屋太鳳（香薫：2018年8月 - 2023年7月[9]）

### その他
- 東京ディズニーリゾート - オフィシャルスポンサー。
  - 東京ディズニーランド（ザ・ダイヤモンドホースシュー、プラザパビリオン・レストラン）
  - 東京ディズニーシー（ユカタン・ベースキャンプ・グリル）
- 伊賀FCくノ一三重 - 1988年から2000年までスポンサーとして支援し、チーム名もプリマハムFCくノ一だった。その後はスポンサーからは撤退しているが、三重工場のグラウンドを引き続き練習場として提供している。
- 水戸ホーリーホック - オフィシャルスポンサーで、プリマハムから支援を切られた茨城工場の「プリマハムFC土浦」が、FC水戸と合併して誕生した。
- 東北楽天ゴールデンイーグルス - オフィシャルスポンサーでもあり、本拠地の楽天モバイルパーク宮城の広告看板に表示。
- 塚本素山ビル - 1977年より屋上広告を設置している。